# Valiant Comics
La Valiant Entertainment (comunemente nota come Valiant Comics) è una casa editrice di fumetti statunitense fondata su iniziativa di Jim Shooter nel 1989. Inizialmente prende il nome Voyager Communications e si propone di vendere fumetti prodotti su licenza. Successivamente arriva a creare personaggi di genere supereroistico che vanno a formare un universo fumettistico denominato Valiant Universe.
La Valiant Entertainment è un gruppo editoriale che può contare su una libreria di oltre 1 500 personaggi e che ha venduto oltre 80 milioni di fumetti dal 1990. Il suo scopo non è solo quello di pubblicare fumetti su queste proprietà, ma di svilupparne il merchandising, produrne film cinematografici, videogiochi e quant'altro possa offrire l'industria dell'intrattenimento.

## Storia

### Contesto e fondazione
Nel 1987 Jim Shooter il redattore-capo della Marvel Comics viene licenziato dopo aver diretto la casa editrice dal 1978. In questo periodo di tempo ha ottenuto ottimi risultati sia a livello creativo che commerciale ed è riuscito a dare un'impostazione di lavoro ai suoi collaboratori (editors e assistenti) che ha permesso all'universo Marvel di avere una coerenza narrativa senza precedenti. Questo ha tra l'altro spinto la rivale DC Comics a rivedere la continuity del suo universo fumettistico e a cercare di riorganizzare l'intero parco testate. Questa risposta sfocia nella miniserie Crisi sulle Terre infinite del 1985 e l'annullamento del primo Multiverso DC. Questo però non basta a battere la Marvel nelle vendite e tra i successi di Shooter vi sono il rilancio di personaggi storici, ma in declino, quali Daredevil (affidato a Frank Miller), Thor (con il celebre ciclo di Walter Simonson) e l'incredibile sviluppo delle serie mutanti degli X-Men, operazione già avviata prima del suo arrivo, ma ora pienamente sfruttatta a livello commerciale e creativo. Tra l'altro Jim punta su personaggi come Wolverine e Punisher, anticipando l'ondata di anti-eroi che arriverà negli anni novanta. Hanno meno successo iniziative come il New Universe ma allo stesso tempo Guerre segrete (prima e seconda miniserie), da lui stesso scritte sono uno dei più grandi successi Marvel. Ha anche il merito di lanciare l'etichetta Epic Comics, che pubblica fumetti per un pubblico più adulto e creator-owned (ciò i cui diritti rimangono agli autori), anticipando di diversi anni la Vertigo della DC. Nonostante questo i suoi dissapori con la proprietà (pare dovuti al suo carattere decisionista) e alcuni scontri con certi autori su cui lui stesso aveva puntato (Miller e John Byrne su tutti), portano al suo allontanamento dalla Marvel. Jim però vorrebbe mantenere il suo posto e se possibile aumentare i suoi poteri decisionali. Per questo nel 1988 l'ex editor-in-chief della Marvel e un gruppo di altri investitori cercarono di acquistare la Marvel Comics con un'offerta di 81 milioni di dollari, ma questa fu seconda a quella dell'imprenditore Ronald Perelman. Nonostante la sconfitta, Jim si rende conto delle sue capacità di convincere potenziali investitori ad entrare nel mercato del fumetto. Tra questi vi è Steven J. Massarsky, ex manager dell'Allman Brothers Band, che lo aiuta a recuperare fondi per creare una nuova casa editrice. Gran parte del finanziamento arriva dalla Triumph Capital, un fondo di venture capital, che inserisce come responsabile finanziario Winston Folkes. Nasce così nel 1989 la Voyager Communications Inc. e la sezione dedicata alla pubblicazione di fumetti, la Valiant Comics. Inoltre Jim ingaggia Bob Layton, suo ex collaboratore alla Marvel, responsabile insieme allo scrittore David Micheline del rinnovamento di Iron Man. Inizialmente si discute su quali personaggi storici poter acquisire per poter lanciare la Valiant. Jim crede che per farsi notare sul mercato bisogna puntare su brand già conosciuti e dopo aver scartato l'ipotesi dell'acquisizione dei personaggi Harvey Comics, la scelta definitiva ricade sui supereroi della Golden Key, il cui successo risaliva alla Silver Age, ma la cui serie Magnus, Robot Fighter era una delle preferite dallo stesso Shooter. Avevano vissuto anche una certa celebrità personaggi quali Solar the Man of Atom e Turok.
Non sarà però con questi supereroi che parte l'avventura della Valiant Comics perché a livello dirigenziale viene deciso di sfruttare la crescente popolarità dei videogiochi della Nintendo. La rivista ufficiale della casa giapponese, dal nome Nintendo Power vende milioni di copie al mese e viene quindi deciso di acquisire a carissimo prezzo i diritti per pubblicare fumetti su Supermario, Legend of Zelda, Metroid. A questo si aggiunge l'esborso per i diritti della federazione di wrestling WWF (all'epoca seguitissima a livello televisivo). Il fumetto di esordio è Supermario Brothers Special Edition n. 1 nel 1990 a cui fa seguito una serie regolare nel 1991 (Adventures of Supermario) e altre due miniserie. L'iniziativa è però un disastro commerciale, i fumetti non vendono e ci si rende conto che gli appassionati di videogiochi non apprezzano le trasposizioni cartacee dei loro eroi, e probabilmente i lettori di fumetti e i giocatori di videogames non coincidono, o almeno è così agli inizi degli anni novanta.

### Sviluppo e successo dell'universo Valiant (1991-1993)
Dopo il fallimento con i fumetti della Nintendo, La Voyager Communications rischia di essere chiusa dalla Triumph Capital che pretende un ritorno finanziario degli investimenti fatti. A Shooter non resta che puntare sui supereroi della Gold Key e lancia una nuova serie su Magnus, Robot Fighter che esce con data di copertina maggio 1991. Ai testi c'è lo stesso Shooter mentre i disegni sono realizzati da Art Nichols e Bob Layton. L'accoglienza è tiepida, ma nel settembre dello stesso anno pubblica Solar, the Man of Atom. Sia Magnus sia Solar si basano sui personaggi della Gold Key, ma su Magnus, Robot Fighter n. 5 (ottobre 1991) viene presentato il primo personaggio Valiant originale. Si tratta di Rai, un samurai giapponese che vive nella società futura del 41º secolo. A fine anno (con data di copertina gennaio 1992) esce anche la prima serie regolare originale della Valiant: Harbinger. Questa parla di un ragazzo dagli straordinari poteri che fugge dal suo mentore Tony Harada e dai piani malvagi della Harbinger Corporation. In questo modo si cominciano a introdurre i primi elementi narrativi che andranno a comporre il Valiant Universe, a cui presto si aggiungono altre serie originali quali X-O Manowar (il cui protagonista è un barbaro dell'epoca imperiale romana in una armatura alla Iron Man) e Shadowman (supereroe mistico di New Orleans), Archer and Armstrong, Eternal Warrior (che viene creato dal duo Shooter-Perlin su Solar, Man of Atom n. 10). Il tutto viene proposto con una cura particolare per la continuity, si vuole dare ai lettori la sensazione di trovarsi in un universo fumettistico coerente e i cui personaggi condividono la stessa realtà fittizia. In questa fase ha un ruolo fondamentale l'esperienza editoriale di Shooter che ha assistito alla gestione caotica dei personaggi DC tra gli anni sessanta e settanta e durante il suo ruolo direttivo alla Marvel ha saputo dare al suo universo fumettistico una coesione e continuity che sono diventate un vanto per la Casa delle Idee. A questo bisogna aggiungere il progetto del New Universe (sempre realizzato alla Marvel), il quale ha visto il lancio di nuove serie e personaggi che agissero al di fuori del Marvel Universe, in una realtà più simile al mondo reale e le cui vicende (narrate nelle varie serie) avessero ripercussioni credibili a livello sociopolitico e il cui legame tra le storie fosse molto stretto e in una rigida continuità narrativa. Nonostante il nuovo universo di Shooter sia fallito a livello commerciale, rimane un punto di riferimento nella realizzazione di nuove realtà fumettistiche ed è diventato il banco di prova su cui Jim ha fatto esperienza per arrivare alla creazione dell'universo Valiant. Per consolidare ulteriormente il Valiant Universe, Jim Shooter lancia a metà del 1992 un universe-wide crossover al pari di quanto è ormai solita fare la DC Comics dal 1985. Un evento di questo tipo prevede una storia (in genere strutturata a partire da una miniserie) che si collega poi a tutti (o quasi) gli albi della casa editrice. Questi albi di collegamento sono denominati tei-in. In questo caso la storia inizia sulla prima parte di una miniserie in due numeri, l'albo di esordio è Unity n. 0 (agosto 1992), le cui matite sono realizzate da una leggenda dei comics quale Barry Windsor-Smith. Questo numero viene presentato come il capitolo primo di una storia che poi si snoda su tutte le 8 serie Valiant in distribuzione e si chiude con Unity n. 1 (ottobre 1992), presentato come il capitolo 18°. Da sottolineare che il n. 0 viene distribuito gratuitamente con una tiratura di 150 000 copie. Si tratta di un azzardo commerciale e potrebbe danneggiare la casa editrice, ma questa operazione galvanizza invece i lettori, che comprano avidamente gli albi tei-in esaurendo le copie da distribuire alle fumetterie. La Valiant acquistò popolarità velocemente, come attestato anche da riviste specializzate come Overstreet Comic Book Price Guide e Wizard. Da notare che la Valiant viene premiata come miglior nuova casa editrice del 1992 (per gli albi pubblicati dal 1991) e come miglior editore in assoluto nel 1993. Questi riconoscimenti le sono dati da Diamond Comic Distributors, che all'epoca era il maggiore distributore per i fumetti statunitensi insieme alla Capital City Distribution. Ad oggi è diventato il distributore unico per il mercato dei comics. A metà del 1992 le vendite degli albi Valiant si attestano tra le 30 000 e 40 000 copie e il debito con la Triumph Capital rimane aperto, ma in aiuto della casa editrice arriva un'espansione del mercato fumettistico mai visto prima e che porterà ad un 1993 che rimarrà negli annali come l'anno record per le vendite dei fumetti statunitensi. Non si tratta di una reale crescita della base dei lettori, ma il tutto è veicolato da una bolla speculativa che porta le fumetterie ad ordinare albi in eccesso e ad improvvisati speculatori a comprare decine di copie di uno stesso albo nelle speranza di rivenderlo a prezzo maggiorato dopo pochi mesi. L'illusione dura poco e l'implosione sarà già evidente nel 1994, ma questo non toglie che i vertici della Valiant e il suo parco personaggi siano pronti a sfruttare al massimo il periodo favorevole. La prima avvisaglia dell'ondata favorevole di acquisti diviene evidente quando il primo numero della serie Bloodshot arriva a vendere 742 000 copie. L'albo esce lo stesso giorno (il 12 novembre 1992) in cui viene distribuito l'albo della morte di Superman, cioè Superman (Vol.2) n. 75, che è uno dei fumetti più venduti di sempre. Da notare che il novembre del 1992 rimane il mese record per le vendite di albi a fumetti di lingua inglese. Qualche mese prima su Magnus, Robot Fighter n. 12 (maggio 1992), Shooter crea un teamp-up tra il protagonista della serie e Turok, il cacciatore di dinosauri creato decenni prima dalla Dell Comics e che adesso viene sapientemente introdotto nel nuovo universo Valiant. Questo personaggio si rivelerà essere uno dei character di maggior successo degli anni novanta. Infatti quando esordisce la sua serie regolare a luglio 1993, il primo numero vende un milione e settecentocinquantamila copie e con il n. 4 si stabilisce il record ufficioso di vendite per un albo Valiant con un totale di 2 milioni di copie andate in pre-ordine. Questo rappresenta il picco di maggior successo ma anche l'inizio del declino. Da notare che Jim Shooter, artefice del rilancio di questi personaggi e ideatore di un universo fumettistico secondo solo a quello del duopolio DC-Marvel, è stato licenziato nell'estate del 1992 in seguito a contrasti con i suoi partner commerciali della Triumph Capital. Bob Layton prese allora la maggior parte degli incarichi editoriali di Shooter, mentre Kevin VanHook divenne "production manager" oltre che prendere le redini di scrittore per le serie di Solar e Eternal Warrior. Jim si trovò quindi estraneo alla compagnia che ha creato proprio nel momento del suo più grande trionfo. L'ultimo progetto partorito di Shooter (in collaborazione con Layton) è l'albo Rai n. 0 che delinea ulteriormente la continuity del Valiant Universe nel corso della storia. Oltre a contenere la prima apparizione del personaggio di Bloodshot, l'albo presenta il futuro dell'universo Valiant in maniera dettagliata, dalla morte dell'attuale Shadowman nel 1999 al futuro dell'anno 4001 in cui si svolge la nuova serie regolare Rai.
A partire dal 1992, i fumetti Valiant rendono la Voyager Communications una compagnia altamente remunerativa e gli investitori del Triumph Capital rientrano dell'investimento e ci guadagnano molti soldi. Bisogna considerare che nel 1991 la Valiant detiene lo 0,64% di un mercato dei comics che raccoglie poco più di 300 milioni di dollari mentre nel 1993 ha quasi il 9,40% di un mercato che raccoglie la cifra record (per l'industria del fumetto) di 850 milioni di dollari. Questo porta alla Voyager un incasso lordo che raggiunge gli 80 milioni di dollari. Già nell'estate del 1993 ci sono però le prime avvisaglie dell'imminente collasso del mercato con la media degli albi venduti che passa da 300 000 copie a 75 000. Gli investitori del Triumph Capital capiscono che è il momento di vendere la Voyager Communications e uscire dall'editoria a fumetti quando il peak del mercato sembra raggiunto. Ottimizzando ulteriormente il loro investimento riescono a vendere la compagnia all'azienda di videogiochi Acclaim per 65 milioni di dollari.

### Acclaim Entertainment (1994-2004)
Nel giugno del 1994, la Voyager Communications viene venduta al colosso dei videogiochi Acclaim Entertainment per 65 milioni di dollari. Prima di tentare l'acquisto della Valiant, la Acclaim aveva provato a comprare la Image, ma i suoi fondatori si erano opposti per mantenerne l'indipendenza creativa. Tra l'altro l'acquisto della Voyager Communications è pagato eccessivamente dalla Acclaim in quanto dei calcoli finanziari accurati non la stimavano più di 30/35 milioni di dollari. Parallelamente al resto dell'industria fumettistica, le vendite della Valiant stanno crollando già dalla fine del 1993 e stando a quanto sostenuto dallo stesso Bob Layton (allora redattore capo per la Valiant Comics), l'ingerenza dei vertici della Acclaim contribuirà a peggiorare la situazione. Il progetto dei nuovi proprietari è chiaramente quello di trasformare i personaggi a fumetti del Valiant universe in franchise per nuovi videogiochi. Questo obiettivo viene anche raggiunto in quanto le trasposizioni videoludiche dei personaggi Valiant arrivano a vendere 8 milioni di copie e sono da menzionare i videogiochi di successo tratti da Shadowman e Turok. Bisogna anche però sottolineare che diverse scelte editoriali non risulteranno altrettanto vincenti e le conseguenze porteranno alla chiusura delle pubblicazioni Valiant entro la fine del decennio.
Nel 1994, Bob Layton lancia il crossover The Chaos Effect, miniserie di quattro numeri che cerca di ricreare interesse sull'universo Valiant. Si tratta di un tentativo fallimentare e questo porta il progressivo distacco e coinvolgimento di Layton (uno dei fondatori della Valiant) dalla gestione creativa del gruppo. Nel 1995 la Acclaim cerca di rilanciare le serie attraverso l'evento definito Birthquake. Si tratta di un'operazione nella quale i titoli più deboli nelle vendite quali Harbinger, Rai, Secret Weapons vengono cancellati e i restanti (circa una decina) sono assegnati ad autori e artisti di fama ed esperienza. Tra questi vi sono Dan Jurgens (all'epoca top-seller assoluto grazie al suo ciclo su Superman), Ron Marz e Bart Sears (a cui viene affidato X-O Manowar), Tim Truman e Rags Morales (su Turok) e John Ostrander (su Eternal Warrior). L'operazione è alquanto dispendiosa: a questi autori/artisti viene garantito una cifra fissa per albo di 20 000 dollari (sia per i testi che per le matite, arrivando quindi a sborsare 40 000 dollari per numero), senza garanzia di un ritorno commerciale. Le vendite però continuano a crollare con diverse serie che faticano a tenersi sopra la 5 000 copie, Timewalker, Shadowman, Visitor chiudono pochi mesi dopo. Nell'arco di soli due anni l'interesse per gli albi Valiant sembra svanito e nonostante la crisi stia toccando l'intero mercato fumettistico bisogna sottolineare che la Valiant (ora Acclaim Comics) è tra quelle più duramente colpite. Nel 1996, si assiste alla chiusura di tutte le serie mensili dei personaggi Valiant e di fatto termina quello che viene definito il primo universo Valiant (o prima ondata dei fumetti Valiant) e per cui si utilizza l'acronimo VH1. L'ultimo albo del VH1 è quello della serie X-O Manowar con data di copertina settembre 1996. Il passo successivo è quello di un reboot dei personaggi di maggior successo, una nuova continuity e il lancio di qualche nuova serie. Nel 1997 l'Acclaim riesce a trovare le risorse finanziarie per tentare questo rilancio soprattutto grazie all'incredibile successo del video game Turok: Dinosaur Hunter per la console Nintendo 64, il quale vende 1,5 milioni di copie. L'editor Acclaim Jeff Gomez arriva a dichiarare che il videogioco ha incassato di più di molti blockbuster cinematografici di successo. Si decide quindi di varare una nuova linea editoriale: la Valiant Heroes la quale esordisce nel febbraio 1997 con un progetto ambizioso, che prevede 10 serie regolari mensili e 2 a cadenza trimestrale, nessun titolo riprende la continuity in vigore nell'universo Valiant fino al 1996. Per gestire la nascita di questo secondo universo Valiant, denominato VH2, si punta sull'autore Fabian Nicieza. Questi collabora con Steve Massarsky (la cui credibilità è scesa dopo il fallimento del suo intercompany cross-over Deathmate) e Jon Hartz per lanciare il VH2, cioè la seconda ondata dei fumetti Valiant, ormai completamente assorbiti nel brand Acclaim. La scelta di Nicieza viene fondata sulla sua reputazione di scrittore top-seller di albi alla Marvel Comics. Difatti nei primi anni novanta, ai testi delle serie mutanti e di New Warriors, vendeva centinaia di migliaia di copie per albo. Il problema è che in quel periodo (1991-1993), le vendite erano cresciute a dismisura per chiunque fosse nel settore, Nicieza non si è distinto da altri autori e non ha l'esperienza di Redattore come Jim Shooter o lo stesso Bob Layton. Nonostante questo gli viene affidato il compito di rifondare l'universo Valiant e dargli una nuova continuity. Lo stesso Nicieza ammette che questa drastica scelta è stata fatta per cercare di attirare l'attenzione dei lettori e dare più libertà creativa ai nuovi autori e artisti chiamati a lavorare al progetto. Questi decide di puntare sia su titoli già conosciuti quali Bloodshot, Magnus, Ninjak, Shadowman, X-O Manowar, e sia su nuove serie quali Trinity Angels, Troublemakers, Quantum & Woody. Bisogna sottolineare che gli autori scelti sono tra quelli più validi degli anni novanta. Per X-O Manowar viene scelto il duo Mark Waid e Bryan Augustyn, responsabili di un ciclo di storie di successo sulla serie di Flash post-Crisis. Garth Ennis, l'acclamato scrittore di Preacher per la Vertigo (distintosi anche su Hellblazer e Hitman) viene messo ai testi di Shadowman e Kurt Busiek (pluripremiato per Marvels) deve ricreare Ninjak. Nonostante le premesse siano buone il progetto fallisce e una delle colpe risiede in mancanza di disciplina e guida a livello redazionale, punti forti del periodo Shooter. Per esempio Ennis lascia il suo incarico (inspiegabilmente) dopo soli 4 numeri e senza aver dato una sferzata al personaggio di Shadowman. Mark Waid stravolge completamente un personaggio vincente e ormai iconico (per la Valiant) trasformandolo in un mash up di Iron Man e Capitan America con un'armatura che si attiva grazie alla paura. Waid si vanta persino di non aver mai letto un albo di X-O Manowar uscito in precedenza e quindi ignora completamente il background del personaggio. Si tratta di un atteggiamento insolito per un autore sempre attento e rispettoso del passato narrativo ed editoriale dei personaggi a cui lavora. Più tardi arriva a giustificare il suo approccio con il fatto di aver avuto gravi problemi familiari, i quali non gli hanno permesso di dare piena attenzione all'opera. A questo si aggiunge una versione di Ninjak da parte di Buisiek che toglie forza e spessore ad un personaggio che Joe Quesada aveva contribuito a rendere memorabile e influente nel mondo dei comics di quel decennio. Anche lo storico personaggio Magnus viene completamente reinventato dal duo Mike McKone e Mike McKenna. Magnus non è più l'eroe che combatte contro i Robot nel 50º secolo, ma un viaggiatore del tempo che torna indietro nel tempo per salvare la nostra epoca, sfruttando così un canovaccio narrativo privo di originalità e già ampiamente sfruttato. Escono nuove serie anche su Shadowman, Solar Man of Atom, Turok e Eternal Warriors. Le tre novità sono: Troublemakers con protagonisti un gruppo di teenagers che devono salvare il mondo (creati da Fabian Nicieza), Trinity Angels con protagoniste tre eroine le quali sono anche sorelle e Quantum & Woody di Christopher Priest e Mark Bright, unico vero successo del VH2. Il problema è che viene a mancare un'autorità a livello redazionale che sapesse gestire a livello creativo e comportamentale gli autori coinvolti, al quale si aggiunge la mancanza di originalità nelle nuove proposte creando scontento tra i gli appassionati del primo universo Valiant e mancanza di attrattiva per chi si approccia per la prima volta ai Valiant Heroes. L'accoglienza iniziale è tiepida e i primi albi non vendono più di 30 000 copie e la situazione peggiora con il passare dei mesi. A questo si aggiunge la crisi del mercato che si protrae anche nel 1998 quando il totale degli albi venduti dagli editori di fumetti scende ancora di un 16% rispetto all'anno precedente e un ulteriore 9% dei comic shop chiude i battenti. Nel marzo 1998 l'albo più venduto dei Valiant Heroes tocca solo le 11 500 (undicimila e cinquecento) copie, e si tratta di Quantum & Woody una delle novità dell'universo "VH2". Persino il fumetto Turok, il cui video game vende milioni di copie, non supera le 10 000. A Christopher Priest, co-creatore di Quantum & Woody, viene affidata l'occasione di creare una nuova serie e, insieme al disegnatore James Fry, concepisce un noir urbano dal titolo "Concrete Jungle: The Legend of the Black Lion", pubblicizzato come miniserie in 6 parti. Si tratta però del canto del cigno per il nuovo universo Valiant. Dell'opera viene distribuito solo il primo numero e ad ottobre del 1998 l'Acclaim cancella definitivamente tutte le serie facenti parte del "VH2". Lo staff redazionale viene ridotto da 24 a 7 persone e la sede della Acclaim Publishing viene ricollocata a Glen Cove in Long Island, centro direttivo della casa madre Acclaim Entertainment. Nicieza, dopo il fallimento della nuova linea a fumetti si dimette adducendo la scusa che la nuova sede editoriale si trovava a 3 ore di viaggio da casa sua.
Nel 1999 l'editor James Perham ha il compito di cercare di rivitalizzare i fumetti Valiant per una terza volta durante la gestione Acclaim. L'approccio è cauto e si comincia col proporre tre sole serie pubblicate con il logo Acclaim Comics e pubblicizzate con la tagline "Pre-Millennium Action" con il riferimento all'imminente arrivo del terzo millennio. La più attesa è Quantum & Woody che viene nuovamente affidata ai suoi creatori Christopher Priest e Mark Bright. Invece di partire dal n. 1 oppure dal n. 18, riprendendo da dove si era interrotta nel 1998, la serie riparte dal n. 32 (settembre 1999) con un balzo di 14 albi. Gli autori continuano quindi la storia come se nel periodo di limbo editoriale la serie fosse stata comunque pubblicata regolarmente. Si crea quindi un finto gap tra gli archi narrativi. Quali fossero i piani del duo Priest-Bright per colmare quel vuoto non vengono svelati pienamente in quanto dopo solo tre numeri la serie viene cancellata definitivamente, l'ultimo albo presenta come data di copertina il febbraio 2000. L'altro personaggio su cui si punta è Shadowman affidato agli autori Dan Abnett e Andy Lanning, per i disegni di Mat Broome e Ryan Benjamin. La scelta del personaggio ricade unicamente sul fatto che la Acclaim sta sviluppando un videogioco a lui ispirato. La serie chiude però con il n. 6 nel dicembre 1999. Il terzo titolo del rilancio è la miniserie in 4 parti Armorines di Omar Banmally, Michael Marts, Jim Calafiore e Peter Palmiotti. Si tratta del fiasco più clamoroso dell'intera linea, il quarto e ultimo albo vende solo 2 500 (duemila e cinquecento) copie. Nel tentativo di rievocare i fasti dei primi anni novanta e richiamare l'attenzione dei lettori viene coinvolto Jim Shooter, co-fondatore della Valiant e direttore creativo del primo universo Valiant (il "VH1"). Shooter è reduce da un decennio dove, dopo aver lasciato la Valiant, ha cercato invano di fondare una propria casa editrice indipendente che bissasse i successi da lui ottenuti sia alla guida della Marvel Comics che della stessa Valiant. In un mercato in forte crisi di vendite e non potendo contare su partner e investitori affidabili i suoi progetti quali la Defiant Comics e la Broadway Comics sono falliti. Accetta quindi di collaborare con la Acclaim Comics, ma intende rivedere completamente la continuity dell'universo Valiant con la miniserie-evento Unity 2000. L'idea è quella di creare un unico universo narrativo dalla fusione di quello originale con quello ideato sotto la gestione Acclaim. Il suo vero fine è però quello di cancellare quanto fatto nel reboot che ha portato al "VH2" e riportare i personaggi ad una versione più fedele possibile a quella concepita in origine. L'ex editor Acclaim Jeff Gomez, responsabile insieme a Fabian Nicieza della creazione dell'Acclaim Universe (o "VH2"), denuncia l'operazione di Shooter, ma non adduce ragioni valide a sostegno della mancanza di validità o necessità di agire in questa direzione. La volontà di Shooter di tornare alle origini la si vede in diversi spunti della trama in quanto racconta tra l'altro la morte del primo Shadowman (alias Jack Boniface) per mano di Master Darque, esattamente come predetto che sarebbe accaduto nel 1999 in Rai n. 0 (pubblicato nel 1992). Lo stesso titolo Unity riprende quello dello storico crossover del 1992 con il quale l'universo Valiant mise le basi della sua continuity. Che tipo di futuro avesse in mente Shooter per i supereroi Valiant rimane però nebuloso in quanto la miniserie, sollecitata dal catalogo Previews (di Diamond Comic Distributors) come storia distribuita in 6 albi, viene cancellata al terzo numero per vendite scarse. Anche Shooter non riesce a riportare lettori alla Acclaim e il destino dei suoi supereroi sembra ormai essere l'oblio editoriale. Anche il tentativo di imporre una piattaforma digitale quale la Acclaim Comics Web Anthology fallisce nel tracciare nuove vie per rimanere sul mercato. I riflettori sull'Universo Valiant si spengono e bisognerà attendere oltre un decennio per assistere ad una nuova genesi editoriale di quelli che, soprattutto nella prima metà degli anni novanta, sono stati tra gli eroi a fumetti più popolari.
Nel 2004 la Acclaim andò in bancarotta e chiuse i suoi uffici; nel 2005 vendette all'asta i diritti dei personaggi originali della Valiant come parte del procedimento della bancarotta. Dopo un processo complicato che coinvolse numerose parti, la Valiant Entertainment acquisì i diritti dei personaggi. Nel 2008 lanciò inoltre il suo sito ufficiale e ha cominciato a ristampare versioni ricolorate di alcune serie della Valiant Comics: Harbinger: The Beginning (contiene Harbinger nn. 1-7), X-O Manowar: Birth (X-O Manowar nn. 1-7) e Archer & Armstrong: First Impressions (Archer & Armstrong nn. 1-7).

### Il rilancio del Valiant Universe (2012-2017)
Nonostante la Valiant Entertainment abbia acquisito i diritti dei personaggi Valiant nel 2005 è solo nel 2011 che annuncia di volerli sfruttare per lanciare nuove serie a fumetti. Le prime quattro nuove serie del rilanciato del Valiant Universe avviene nell'estate del 2012 con una campagna promozionale che viene denominata The Summer of Valiant. Questi primi albi partecipano all'iniziativa Free Comic Book Day, giorno in cui vengono distribuiti fumetti gratuitamente dai comic-shop aderenti. La supervisione creativa del progetto è affidata al direttore creativo Dinesh Shamdasani, il direttore esecutivo Warren Simons e l'editore Fred Pierce. Quest'ultimo è l'unico membro del nuovo management che era presente anche nell'organigramma della Valiant durante i suoi successi degli anni novanta e rappresenta quindi un ponte con il passato della casa editrice. Il programma prevede la pubblicazioni delle quattro nuove serie tra giugno e agosto e si tratta di X-O Manowar, Harbinger, Bloodshot e Archer e Armstrong. Simons specifica da subito che si tratta di albi con storie che possono essere da subito fruibili per i nuovi lettori e non si tratta della sequel delle serie degli anni novanta, ma piuttosto di un reboot. Il tutto viene fatto però nel rispetto della storia originale dei personaggi e costruendo dall'inizio una continuity che sia coesiva e strutturata così come quella voluta da Jim Shooter alla fondazione del primo Valiant Universe. Come sottolineato da Shamdasani, la scelta è ricaduta su queste serie in quanto X-O Manowar è stata quella più veduta (con 8 milioni di albi totali dal 1992), Harbinger è quella più richiesta dai vecchi fan e forse una delle più innovative degli anni novanta, Bloodshot rappresenta l'opportunità di raccontare un grande storia d'azione riflettendo sulle conseguenze delle operazioni segrete dei governi, Archer e Armstrong permette di dare uno sguardo alla storia dell'universo Valiant del passato in quanto Armstrong è un immortale.
Il rilancio dei fumetti Valiant, anche senza conoscere i fasti delle vendite dei primi anni novanta, attira interesse di una parte dei lettori, plausi della critica e soprattutto delle compagnie di produzione sia di film e serie TV e sia di videogiochi (come era già accaduto con la Acclaim). La Sony Pictures, nel 2015 stipula un accordo con l'editore per la trasposizione cinematografica di 5 fumetti Valiant. Il progetto è ambizioso perché si tratta del tentativo di creare un nuovo universo cinematografico di super eroi che si possa contrapporre a quello Marvel e DC. I primi due film si basano sul personaggio di Bloodshot e Harbinger. Il primo viene realizzato e distribuito, con protagonista la star Vin Diesel. L'interesse per la casa edidtrice non diminuisce e la compagnia di produzione cinese DMG compra una quota della Valiant nel 2016 con l'intento di ampliare la sua partecipazione. Il film Bloodshot viene distribuito dal 13 marzo 2020 ma risulta essere un flop che sospende i progetti per la creazione di un Valiant Universe cinematografico. A fronte di un budget (già modesto per il genere) di 45 milioni di dollari, la pellicola incassa soli $12,561,824 (dodici milioni e cinquecentosessantuno//824 milioni di dollari) negli Stati Uniti e $27,299,294 (ventisette e deucentonovantanove//294 milioni di dollari) nel mercato internazionale, con un incasso globale di circa 40 milioni di dollari. Bloodshot veniva tra l'altro considerato il personaggio più promettente per un action movie e Vin Diesel è una star di livello internazionale. Da questo momento sia la Sony che la DMG perdono fiducia nei personaggi Valiant e ne risente pesantemente la produzione editoriale. Viene a mancare quello che era il principale obbiettivo delle due società proprietarie ovvero lo sviluppo multimediale. Da notare che si indebolisce anche la posizione di Vin Diesel, grande sostenitore dei personaggi Valiant e di loro eventuali franchise. L'attore si è infatti sempre dimostrato interessato a sviluppare saghe cinematografiche di successo al di fuori del celebre Fast and Furiuos, saga campione d'incassi con lui come protagonista. Il fallimento di Bloodshot si va ad aggiungere a quello relativo a Witch Hunter il cui seguito era già programmato, con gli studios di Hollywood ancora memori delle perdite portate dagli ambiziosi Chronicles of Riddick (prequel del cult Pitch Black) e Babylon A.D.. A questi si aggiunge la tiepida accoglienza per il terzo film della trilogia XXX (The Return of Xander Cage), salvato dalle perdite grazie al mercato cinese.

### Terza crisi Valiant (2018-2022)
Oltre al fallimento a livello dei tentati adattamenti cinematografici, la casa editrice sta subendo una crisi di vendite dal 2017-2018 che si manifesta inizialmente con una riduzione delle pubblicazioni. La gestione interna della casa editrice diventa problematica e il primo grave segnale di inizio della crisi si manifesta con le dimissioni dell'editore Warren Simmons nel 2018. Simons, entrato nel gruppo nel 2011, è considerato il principale artefice del rilancio vincente del 2012, colui che ha supervisionato l'intero progetto e ha portato alla Valiant autori quali Robert Venditti, Matt Kindt, Jeff Lemire, Cary Nord, Raul Allen, Jody Houser, Lewis LaRosa, Mico Suayan, Paolo Rivera, Doug Braithwaite, Marguerite Sauvage. Nel 2017 raggiunge l'apice del suo personale successo con il lancio della serie e miniserie indipendente di maggior successo dell'anno. Si tratta di una nuova serie regolare su X-O Manowar di Matt Kindt e Tomas Giorello e della miniserie Secret Weapons. Da questo apice inizia però il declino e lo sfaldamento della struttura interna della casa editrice con la diminuzione progressiva di proposte e vendite, e la crisi menageriale. Insieme all'abbandono di Simons la situazione interna subisce ulteriori sconvolgimenti attribuiti all'ingerenza della DMG. Tra questi i più significativi sono il Chairman (o "Presidente") Peter Cuneo, l'amministratore delegato e CCO (o Chief Complaince Officer) Peter Cuneo, l'altro CCO Gavin Cuneo e Hunter Gorison, il marketing VP. Lo staff che ha sorretto la casa editrice negli ultimi anni è quindi azzerato e la gestione della Valiant diviene problematica, il tutto aumentato da una forte diminuzione delle vendite.  La situazione interna si aggrava a partire dall'estate 2022 quando cominciano un lunga serie di licenziamenti. Pare che tra questi vi sia il Publisher (dal 2011) Fred Pierce, il Senior Editor Lysa Hawkins in carica dal 2020 dopo aver lavorato per le Big Two Marvel/DC Comics, e Cody White responsabile per la gestione e promozione delle vendite inserito nell'organigramma qualche mese prima ad aprile. La prima crisi risale al 1994 con l'abbandono del co-fondatore e Presidente Jim Shooter, insieme al partner Steve Massarski e la conseguente vendita a alla Acclaim Entertainment che punta sulla sfruttamento dei personaggi a fumetti per la creazione di videogiochi. Nel 2004 avviene la seconda crisi con la dichiarazione di bancarotta da parte della Acclaim. Già l'anno successivo (2005) vi è però l'acquisizione della sezione Valiant Comics da parte di Dinesh Shamdasani e Jason Kothari. Vi è da sottolineare che l'attuale serie regolare in pubblicazione quale Book of Shadows scritta da Cullen Bunn sta riscuotendo un certo successo tra lettori e critica e vi è grande attesa per l'annunciata nuova serie su X-O Manowar disegnata dall'apprezzato artista Liam Sharp. Questo indica che se supportati da autori validi, i personaggi Valiant suscitano interesse presso i lettori e possono vantare diversi sostenitori all'interno del settore. L'interesse per i personaggi del Valiant Universe è presente anche a livello delle grandi corporation dell'entertainment e di media. Lo dimostra il fatto che dal 2016 il gruppo d'investimento cinese DMG ha mantenuto la sua opzione di acquisto e tramite la sua sede a Los Angeles sta seguendo da anni l'evolversi della situazione finanziaria della Valiant Entertainment tramite il suo relatore ed esperto statunitense Dan Mintz.
Dal momento che il gruppo cinese non ha fatto ancora valere la sua opzione per comprare la Valiant la soluzioni più plausibili per mantenere la casa editrice in attività sono rimaste due. La prima è l'interesse mostrato tramite i social madia dall'ex Amministratore Delegato e co-proprietario Dinesh Shamdasani che però ha già una sua nuova casa editrice dal nome Bad Idea Comics. Anche se questo non è un deterrente perché potrebbe risollevare le sorti della sua nuova impresa e fondere le 2 compagnie. La seconda soluzione rimane il forte interesse mstrato dall'ex-Publisher Fred Pierce che può vantare di essere colui che più di chiunque altro ha lavorato per più anni con l'editore ora in crisi. Questo lo porta ad avere una conoscenza dei meccanismi narrativi di ogni universo Valiant (ve ne sono stati 3 tra l'anno di fondazione e il 2021), i personaggi, gli autori e il vari gruppi manageriali che si sono avvicendati. Bisogna considerare che i prezzi di acquisizione e i rischi di impresa per tale operazione non sono mai stati così bassi per un gruppo che nella prima metà degli anni novanta è arrivato a vendere fumetti per oltre un milione di copie e aveva stabilito record di vendite. Bisogna considerare che però la casa editrice non paga più autori e artisti e alla fine del 2022 pubblica una sola serie regolare ovvero Book of Shadows di Cullen Bunn e l'eventuale sviluppo del parco editoriale è alquanto incerto.

## Pubblicazioni

### Valiant Universe
- Archer & Armstrong
- Armorines
- Bloodshot
- Eternal Warrior
- Geomancer
- H.A.R.D. Corps
- Harbinger
- Magnus
- Ninjak
- Outcast
- Psi Lords
- PunX
- Rai
- The Second Life of Dr. Mirage
- Secret Weapons
- Shadowman
- Solar
- Timewalker
- Turok
- Unity
- Visitor
- X-O il guerriero (X-O Manowar)

### Acclaim Universe
- Armed and Dangerous
- Armorines
- Bad Eggs
- Bloodshot
- Concrete Jungle
- Darque Passages
- Deadside
- Doctor Tomorrow
- Eternal Warriors
- Grackle
- Gravediggers
- Harbinger
- Magnus
- Solar
- N.I.O.
- Ninjak
- Quantum & Woody
- Shadowman
- Trinity Angels
- Troublemakers
- Unity 2000
- X-O Manowar

### Intercompany Crossover
Negli anni novanta cominciano ad imperversare sul mercato fumettistico numerosi crossover tra personaggi di diverse case editrici (denominati intercompany crossover). Si tratta di una buona strategia di marketing che invoglia i lettori ad interessarsi a fumetti e personaggi che magari esulano dalle abituali letture e portano all'attenzione nuovi editori. Allo stesso tempo vi è la possibilità da parte degli autori sfruttare un nuovo contesto narrativo o creare situazioni non realizzabili con personaggi di uno stesso universo fumettistico. Ne è un esempio lo storico crossover tra Marvel e DC negli anni settanta che porta all'incontro/scontro tra Superman e Spider-Man, le icone dell'epoca delle due case editrici. Negli anni novanta gli intercompany crossover interessano ormai l'intero mercato fumettistico e vengono ampiamente sfruttati anche da editori indipendenti quali la Valiant. Il primo viene realizzato con la Dark Horse che detiene i diritti per produrre fumetti sul personaggio cinematografico Predator. Questo viene sfruttato per numerosi crossover nel corso degli anni novanta quali Batman versus Predator, Judge Dredd versus Predator, Tarzan versus Predator a cui vanno aggiunte varie miniserie Aliens vs. Predator che creano un franchise anche a livello cinematografico. La Valiant quindi mette contro il predatore alieno il primo dei suoi personaggi (in ordine di pubblicazione) e cioè Magnus, Robot Fighter. Quest'ultimo è protagonista anche del crossover con un'icona del fumetto indipendente quale il Nexus di Mike Barone e Steve Rude che all'epoca veniva distribuito dalla Dark Horse.
Nel 1993 viene progettato il più ambizioso crossover tra editori mai concepito con i personaggi Valiant, cioè Deathmate che vede l'incontro dell'universo Valiant con quello Image. Il progetto nasce da un'idea di Steve Massarsky e Jim Lee, e trova però contrari Bob Layton (allora redattore e direttore creativo della Valiant) e due dei sei fondatori Image quali Todd McFarlane e Jim Valentino. Questi non partecipano all'opera (e neanche Whilce Portacio) e quindi tra i soci Image aderiscono Rob Liefeld, Marc Silvestri, Jim Lee e gli associati ai loro studios. Il crossover viene concepito come una miniserie in 6 parti costituita da un prologo e 4 capitoli centrali, due realizzati dalla Valiant e due dalla Image. Bisogna sottolineare che il 1993 è l'anno dove le due compagnie raggiungono il picco delle vendite, raccogliendo insieme il 24% del mercato (se si calcola il ricavato totale del mercato espresso in dollari). Questo le porta ad avere un peso superiore alla stessa DC Comics (che raccoglie il 19%). L'attesa per Deathmate è molto alta e gli ordinativi (soprattutto per il Prologo) sono molto buoni, ma il problema nasce quando vi sono dei rallentamenti nella fase di realizzazione degli albi Image. Layton colpevolizza l'incapacità della Image di rispettare le scadenze e di aver già messo in difficoltà numerose fumetterie. Queste, se dopo aver ordinato molte copie di un albo, se lo ritrovano con ritardi di consegna di diversi mesi, rischiano che a quel punto non vi sia più interesse ad acquisirlo da parte degli appassionati. Questo fenomeno si amplifica con Deathmate in quanto il mercato comincia a collassare nel 1994 e le tavole commissionate alla Image non sono compiute. Layton ricorda di aver obbligato con la forza Rob Liefeld in una camera di albergo a finire le sue pagine di Deathmate: Prologue per poi inchiostrarle lui stesso e poter comporre quindi l'albo. La situazione non migliora però con gli albi successivi, con l'uscita di Deathmate: Red ormai nel 1994 quando molti di quei comic-shop che ne avevano ordinato decine di migliaia di copie erano falliti. Bob Layton arriva a definire Deathmate l'inizio della fine del successo della Valiant e della sua stessa carriera.
L'ultimo crossover con altri editori avviene nel 1996 durante la gestione dei personaggi Valiant da parte della Acclaim Entertainment. Si tratta di una miniserie in due parti realizzata con la Marvel Comics e che vede l'incontro dei due supereroi in armatura X-O Manowar e Iron Man. L'operazione serve da lancio ad un videogioco della Acclaim che vede protagonisti i due personaggi. Il titolo è Iron Man/X-O Manowar in Heavy Metal, sia per il fumetto che per il videogioco. Quest'ultimo viene distribuito il 26 maggio 1997 ed è compatibile con le console PlayStation, Sega Saturn, Game Boy e PC. Le critiche nei confronti del videogame sono negative e non incontra il successo sperato.
Di seguito l'elenco di queste pubblicazioni:
- Predator versus Magnus, Robot Fighter nn. 1-2, John Ostrander - Jim Shooter (testi) e Lee Weeks (disegni), miniserie di 2 numeri, in collaborazione con Dark Horse Comics, novembre 1992
- Deathmate nn. 1-6, AA.VV. (testi e disegni), miniserie di 6 numeri composta da un primo albo che funge da prologo e un ultimo che ne è l'epilogo mentre i 4 albi centrali sono denominati Black (della Image) - Yellow (della Valiant) - Blue (della Valiant) - Red (della Image), in collaborazione con Image Comics, settembre 1993 - febbraio 1994
- Magnus, Robot Fighter & Nexus nn. 1-2, Mike Baron (testi), Steve Rude (disegni), Gary Martin (chine), miniserie di due numeri, in collaborazione con Dark Horse Comics, dicembre 1993 - aprile 1994
- X-O Manowar/Iron Man in Heavy Metal n. 1 e Iron Man/X-O Manowar in Heavy Metal n. 1, miniserie in due parti, il primo albo è realizzato dalla Acclaim Comics (Fabian Nicieza ai testi e Andy Smith ai disegni) e il secondo dalla Marvel Comics (Fabian Nicieza ai testi e Tom Grindberg alle matite), settembre 1996

## Adattamenti in altri media

### Opere in gestazione
Durante gli anni novanta la Valiant/Acclaim non è riuscita a stringere accordi per il concreto sviluppo di opere cinematografiche o televisive basate sui suoi personaggi, ma bisogna anche sottolineare che la chiusura della Acclaim Comics (e quindi la scomparsa dei Valiant Heroes dal mercato) avviene nel 1999. Sono gli albori dell'epoca più florida per i cinecomic. Con il rilancio del 2012 la situazione è però cambiata e, anche se i personaggi Valiant non godono più dei successi degli anni novanta, l'interesse per lo sviluppo di film o serie televisive sui supereroi è molto alto. Considerando che i personaggi Marvel sono controllati dal gruppo Walt Disney e quelli DC dal gruppo Warner Bros., i supereroi Valiant sono diventati appetibili per creare opere indipendenti rispetto al duopolio Marvel-DC. Difatti il 9 marzo 2015, con un comunicato congiunto, la Valiant Entertainment e il gruppo cinese DMG Entertainment (leader mondiale dell'intrattenimento cinematografico e televisivo) siglano un accordo per la realizzazione di un universo cinematico formato dai supereroi Valiant, con attenzione anche a possibili serie televisive e alla diffusione del brand Valiant in Asia. Il comunicato sottolinea che il mercato cinematografico cinese è quello in più forte espansione nel mondo e nel 2014 ha raccolto 4.8 miliardi di dollari di incassi al box office. Il pubblico cinese è particolarmente entusiasta del genere supereroistico e per questo la DMG ha collaborato in passato con i Marvel Studios, co-producendo e co-finanziando Iron Man 3, che è risultato essere (al 2013) il sesto maggiore incasso di un film al box office cinese. Adesso la DMG ha però la possibilità di sviluppare nuovi franchise cinematografici grazie all'accordo con la Valiant e con 3 progetti in fase di sviluppo.
Le opere in gestazione sono:
- Bloodshot in partnership con Sony Pictures e Original Film[25]. Nel 2017 è stato annunciato che la sceneggiatura del film viene affidata a Eric Heisserer, candidato al premio Oscar 2017 per aver sceneggiato Arrival[26]. Heisserer sarà al lavoro anche sulla trasposizione per il grande schermo del fumetto Harbinger[26]. I due film porranno le basi per il lungometraggio Harbinger Wars, quinto film in ordine di distribuzione all'interno di quello che dovrebbe divenire il Valiant Cinematic Universe[26]. Lo sceneggiatore si è detto entusiasta di contribuire allo sviluppo di un nuovo universo cinematografico con personaggi supereroistici ancora poco conosciuti al grande pubblico[26].
- Shadowman in partnership con Sean Daniel Company, e sceneggiatura affidata a J. Michael Straczynski[25].
- Archer & Armastrong in partnership con Sean Daniel Company, e sceneggiatura affidata a Ben David Grabinski[25].

### Webseries
Al comicon di New York del 2016, è stato proiettato il primo trailer ufficiale della serie Ninjak Vs. The Valiant Universe. Si tratta di una serie live-action in 6 episodi diretta da Aaron e Sean Schoenke. Vede come protagonista Michael Rowe nei panni di Ninjak il quale deve affrontare vari personaggi del Valiant Universe quali Bloodshot (interpretato da Jason David Frank), Eternal Warrior (interpretato da John Morrison), Roku (interpretata da Chantelle Barry), Armstrong (interpretato da Kevin Porter), Livewire (interpretata da Ciera Foster), X-O Manowar (interpretato da Derek Theler).

## Edizione italiana
L'arrivo in Italia dei comic Valiant avviene quattro anni dopo l'esordio della casa editrice negli USA. L'operazione avviene grazie alla Play Press che si trova orfana dei personaggi Marvel Comics che dal 1994 vengono distribuiti direttamente da Marvel Italia. Il tentativo non gode di molto successo e le serie sono presto chiuse. Per tornare a vedere un'edizione Italiana dei Valiant Comics bisogna aspettare il 2013, a cura della Panini Comics che di fatto è l'erede della Marvel Italia ed unica licenziataria dei suoi fumetti su nostro territorio.

### Il periodo Play Press (1994-1995)
Nel 1994-1995 sono state pubblicate alcune serie in lingua italiana dalla casa editrice Play Press[1]:
- sulla collana Turok (albi 1/20, di cui i n. 4/5 e 16/17 sono doppi) sono state stampate le serie Turok (ep. 1/15, 17/19 e lo Yearbook 1), Secrets of Valiant Universe (ep. 1, pagine relative a Turok), Ninjak (ep. 0, 00, 1/7, 9/13 e lo Yearbook 1), Dr. Mirage (ep. 1/10), Archer & Armstrong (ep. 0 e 3/12), e alcuni episodi di X-O Manowar (ep. 14/15), Magnus Robotfighter (ep. 12) e Shadowman (ep. 23);
- sulla collana X-O il Guerriero (albi 0/13, di cui il n. 8/9 è doppio) sono state stampate le serie X-O Manowar (ep. 0/6, 9/13 e 18/32), Shadowman (ep. 0/2, 7/8, 10/12, 24 e 26/28), Secrets of Valiant Universe (ep. 1, pagine relative a X-O Manowar, Solar, Armorines e Shadowman & Dr. Mirage) ed un episodio di Solar (ep. 17);
- sono stati stampati 4 speciali dedicati a Solar (inserto centrale degli ep. 1/10 di cui l'ultima pagina è un poster che risulta essere la tavola più grande a fumetti della storia), Magnus (ep. 0 e lo Yearbook 1), X-O Manowar (Yearbook 1) e Armorines (ep. 0, albetto allegato al n. 10 del mensile dedicato a X-O il guerriero).

Nel 1994 la Play Press è in cerca di un nuovo universo fumettistico con cui coinvolgere vecchi e nuovi lettori dopo la perdita dei titoli Marvel a discapito della nuova (per allora) Marvel Italia e la forte offerta dei titoli Image Comics da parte della Star Comics. Puntare sull'universo Valiant sembra una scelta ovvia ma anche obbligata, visto l'incredibile successo ottenuto tra il 1992 e il 1994 in patria. In Italia però il mercato sembra saturo e i nuovi personaggi creati o reimmaginati da Shooter, Layton e Barry Windsor Smith (tra gli altri) non attecchiscono nelle edicole e fumetterie. Bisogna sottolineare che anche negli Stati Uniti il mercato sta crollando e la Valiant ne risentirà anche in misura maggiore che non le Big 2 Marvel-DC o della sopracitata Image. Tra l'altro proprio nel 1994 (anno di esordio italiano) la Valiant viene stravolta dalla sua acquisizione da parte della Acclaim che cercherà di sfruttarne i personaggi in ottica di uno sviluppo videoludico. Questa nuova strategia non contribuirà a rinvigorire a livello creativo il Valiant Universe e la scelta di chiuderne le pubblicazioni in Italia a metà anni novanta sembra quindi scontata. Bisognerà aspettare quasi vent'anni perché un altro editore non rilanci in maniera organica questo universo fumettistico.

### Il ritorno con Panini Comics (2013-2015)

Copertina di X-O Manowar 3 - Il pianeta della morte (edizione Panini Comics)

Sulla rivista Anteprima del giugno 2013, Marco Marcello Lupoi annuncia il ritorno dei fumetti Valiant in Italia. L'operazione è curata dalla Panini Comics che (tra i vari brand) è l'unica licenziataria degli albi Marvel in Italia. Lupoi sottolinea che si tratta di una scelta coraggiosa in quanto non è mai facile proporre un nuovo universo fumettistico con collane che dovranno tener conto della continuity e vari cross-over. Si tratta della quarta volta in cui l'editore tenta una proposta di questo tipo in quasi vent'anni: la prima è stata nel 1994 con la proposta del Marvel Universe, la seconda nel 1996 con quello della Malibu Comics e poi nel 1998 con quello della Top Cow Productions di Marc Silvestri (etichetta della Image Comics). Le serie proposte sono quelle della nuova linea editoriale lanciata nell'estate del 2012 dalla Valiant Entertainment e che costituiscono un reboot (o reimagining come lo chiama Lupoi) del Valiant Universe originale, che poi era quello brevemente visto in Italia a metà anni novanta con le edizioni Play Press.
Le serie Valiant vengono proposte in volumi brossurati che raccolgono 4/5 albi l'uno con un numero di pagine che varia da 112 a 128 e un prezzo di €9,90. Il primo ad uscire è a settembre 2013 e presenta i primi quattro numeri della serie X-O Manowar (quella con cui è stato inaugurato il nuovo Valiant Universe nel 2012). Nello stesso mese esce anche Harbinger - L'ascesa di Omega (con i primi 5 albi della serie originale), a dicembre tocca a Bloodshot 1 - A ferro e fuoco (con i primi 4 albi) e a gennaio 2014 Archer & Armstrong 1 - Il codice Michelangelo (con i primi 4 albi). Per le prime due pubblicazioni è possibile ricevere una T-shirt in allegato, pagando un prezzo maggiorato. Da notare che la t-shirt allegata ad Harbinger presenta una illustrazione frontale dell'artista/autore canadese Jeff Lemire.
Il ritorno delle serie Valiant in Italia non trova il successo sperato e le pubblicazioni vengono sospese a metà del 2015. La Panini, dopo la tiepida accoglienza dei volumi da libreria, ha provato a passare alla distribuzione in edicola con albi più snelli ed economici. Si tratta delle serie antologiche Valiant Presenta e Valiant Deluxe Presenta. Come sottolinea lo stesso editore modenese la risposta dei lettori è stata inferiore alle aspettative e quindi sospende le pubblicazioni della Valiant Entertainment.

### Edizione Star Comics (dal 2016)
A Lucca Comics & Games 2015, la casa editrice perugina Star Comics annuncia che ha acquisito i diritti della Valiant per l'Italia e a partire dal 2016 si occuperà della pubblicazione dei fumetti dell'Universo Valiant in Italia, subentrando al precedente editore, Panini Comics. La Star decide di riprendere le storie già pubblicate da Panini nei 4 numeri di Valiant Presenta e nel secondo numero di Valiant Deluxe presenta. Questi albi sono già usciti in edicola, ma sono stati riproposti in formato paperback da libreria. Questa fase (denominata synchronitation) vede la distribuzione a febbraio 2016 di X-O Manowar (Vol.5) (contenente X-O Manowar nn. 19-22 della serie Valiant Entertainment), di Unity (Vol.1) e Harbinger (Vol.4). A partire da marzo inizia poi la proposta di materiale inedito nel formato paperback con un numero variabile di pagine (da 106 a 112 pp.) e i volumi distribuiti sono X-O Manowar (Vol.6), Harbinger (Vol.6) e Shadowman (Vol.3).